# Люди, що врятувалися з Бабиного Яру
Список людей, які врятувалися з Бабиного Яру — список людей, які перебували в Бабиному Яру і яким вдалося врятуватися звідти живими.
Бабин Яр — урочище в північно-західній частині Києва, між районами Лук'янівка та Сирець. Бабин Яр став всесвітньо відомий як місце масових розстрілів німецькими окупаційними військами в 1941 році цивільного населення, головним чином євреїв, ромів, київських караїмів, а також радянських військовополонених.

## Підрахунки вбитих
Всього було розстріляно, за одними джерелами, до 100 000 осіб, за іншими даними — понад 100 000, про що свідчить напис на центральному пам'ятнику. За оцінкою вчених України в Бабиному Яру було розстріляно близько 150 тис. людей (жителів Києва, а також інших міст України, і ця кількість не включає малолітніх дітей до 3-х років, яких теж розстрілювали, але не рахували). Ряд вчених так само вважають, що вбитих було понад 150 тис.. 
Врятувалися з Бабиного Яру 29 осіб, їх перелік наведений у таблиці нижче.

## Люди, які врятувалися з Бабиного Яру
| Номер | Ім'я                                    | Дата народження | Примітки (Історія порятунку та життя після порятунку) |
| ----- | --------------------------------------- | --------------- | --- |
| 1     | Геня Яківна Баташева                    | 1924            | Разом з нею в Києві переховувалася Марія Пальті-Грінберг, яка також врятувалася з Бабиного Яру |
| 2     | Семен Борисович Берлянт                 | 1910            | |
| 3     | Давид Йосипович Будник                  |                 | |
| 4     | Володимир Юрійович Давидов              |                 | |
| 5     | Раїса Генріхівна Дашкевич               | 1916            | |
| 6     | Яків Абрамович Капер                    |                 | |
| 7     | Олена Юхимівна Бородянська-Книш         |                 | Впала в яр перед пострілами та прикрила собою тіло дитини. Ближче до ранку з дитиною вибралася в місто та втекла в село. |
| 8     | Людмила Ткач (при нар. Книш, 1936—2002) |                 | 4-річна дочка Олени Книш. Мати накрила її своїм тілом в яру. |
| 9     | Ф. Завертанний                          |                 | . |
| 10    | Діна Левіна                             |                 | |
| 11    | Раїса Майстренко                        |                 | Єдина з урятованих з Бабиного Яру, хто досі жива в Києві. Ще троє живуть в США (а один жив в Санкт-Петербурзі, але до 2011 пішов з життя). |
| 12    | Л. Островський                          |                 | |
| 13    | Марія Пальті (у шлюбі Грінберг)         |                 | |
| 14    | Діна Миронівна Пронічева (ДВассерман)   | 1911            | Символ відваги і незламності. Стрибнула в яр за момент до пострілів, вибралася через кілька днів. Була схоплена вдруге і вибралася знову. Пізніше була заарештована гестапо і втекла. Плідно працювала в театрі, свідчила проти злочинців Бабиного Яру. Померла в 1977.                      |
| 15    | Михайло Сітко                           |                 | |
| 16    | Яків Андрійович Стеюк                   | 1915            | |
| 17    | Сергій Сергійович Таужнянський          | 1929            | Якась жінка віддала його матері маленький хрестик на ланцюжку, а мати повісила його Сергію на шию. Сергій показав нацистові хрест та сказав, що він не єврей. Нацист попросив його зібрати для нього гроші, які валялися на землі, а потім вони виїхали на машині і він відпустив Сергія.    |
| 18    | Захар Трубаков                          | 1912            | |
| 19    | Рувим Штейн                             | 1926            | В Яру загинули сестра та мати. Перед смертю мати крикнула «Біжи!», і Рувим зміг врятуватися |
| 20    | Неся Ельгорт                            |                 | |
| 21    | Яків Екель                              |                 | «Батько зіштовхнув мене в один з ярів, і сам пішов за мною. По яру ми вибралися на кладовищі, де дочекалися глибокої ночі та потім пішли в село на батьківщину батька. Там, через кілька днів, батько був затриманий гітлерівцями та розстріляний, а я деякий час переховувався у знайомих». |

З 329 осіб 18 врятувалися після того, коли вночі 29 вересня 1943 в Бабиному Яру відбулося повстання людей, які працювали біля печей. З 329 повсталих в'язнів-смертників 18 осіб змогли втекти, а решта 311 були розстріляні.